# Augusto Jacobacci
Augusto Alberto Jacobacci (Vicenza, 28 settembre 1917 – Mare Mediterraneo, 10 novembre 1960) è stato un militare italiano, decorato con due medaglie d'argento al valor militare nel corso della seconda guerra mondiale per essersi particolarmente distintosi come operatore della Xª Flottiglia MAS della Regia Marina.

## Biografia
Nacque a Vicenza il 28 settembre 1917, figlio di Augusto e Rina Roan. Arruolatosi nella Regia Marina, nel 1936 iniziò a frequentare la Regia Accademia Navale di Livorno (Corso Rostri, 1936-1939). Dopo aver completato il percorso formativo di tre anni presso il Corpo di Stato maggiore, promosso sottotenente di vascello fu imbarcato sul cacciatorpediniere Ascari nel pieno della seconda guerra mondiale. Nella notte del 23 settembre 1941 partecipò a una pericolosa azione nella acque a sud di Malta, quando la sua nave, insieme ai cacciatorpediniere Corazziere, Carabiniere, e Lanciere, posò due campo minati offensivi denominati “M.6” e “M.6bis”, per un totale di 200 armi. Per il suo comportamento in questa azione venne insignito della prima medaglia d'argento al valor militare. Tra il 26 e il 29 settembre partecipò alle operazioni di contrasto all'Operazione Halberd, con cui la Royal Navy cercò di rifornire l'isola di Malta. Offertosi volontario per transitare in servizio presso i mezzi d'assalto, nella primavera del 1942 venne assegnato alla X Flottiglia MAS preso la base addestrativa di Bocca di Serchio, sita nel tratto litoraneo tra Viareggio e Pisa. In queste acque si svolgeva l'addestramento all'utilizzo dei Siluri a Lenta Corsa (SLC), che durò fino al dicembre 1942 quando fu dichiarato pronto alle operazioni belliche. Nei primi giorni del mese di dicembre si imbarcò sul sommergibile Ambra, al comando del tenente di vascello Mario Arillo, in procinto di salpare per prendere parte alla Operazione N.A. 1 contro il porto di Algeri, che prevedeva l'utilizzo congiunto degli S.L.C. e degli uomini Gamma. Egli doveva svolgere, insieme al 2° capo torpediniere Armando Battaglia, il nuovo ruolo della “civetta” e uscì da una delle garitte dall'Ambra alle 19:45 dell'11 dicembre da una profondità di 18 m, comunicando, una volta giunto in superficie, con il comandante Arillo tramite un microfono galleggiante per mezzo di un sostegno di sughero. Costatato che l'Ambra era troppo distante e che non si vedeva nulla i due rientrarono a bordo del battello e fecero rapporto orale della situazione. Ripeté tale operazione alle  21:20, da solo, costatando che il sommergibile era ancora troppo distante dai bersagli, al che Arillo portò il battello ancora in avanti trascinandosi dietro la “civetta” che rimase in superficie. Dopo 7 minuti egli comunicò ad Arillo che l'Ambra si trovava in mezzo ad un gruppo di sei piroscafi e l'Operazione N.A. 1 ebbe inizio. Dopo la fuoriuscita dei 10 nuotatori Gamma, alle 23:04 terminò anche quella dei tre SLC. Arillo attese, invano, il rientro degli assaltatori e poi, alle 02:54 iniziò la manovra di disimpegno con il sommergibile che navigava a 15 m di profondità, portandola a termine brillantemente.
Nell'estate del 1943, decorato con la seconda medaglia d'argento al valor militare, fu designato quale capogruppo per un nuovo attacco contro Gibilterra che prevedeva l'utilizzo dei semoventi subacquei S.S.B. Siluro San Bartolomeo contrabbandati a bordo della petroliera Olterra, internata nella rada di Algeciras, e dei Motoscafi Turismo Ridotto (M.T.R.) che dovevano essere trasportati nella rada dal sommergibile Murena al comando del capitano di corvetta Luigi Longanesi Cattani. L'operazione era prevista per il 2 ottobre, ed egli si allenò duramente al pilotaggio dello S.S.B., ma la firma dell'armistizio dell'8 settembre 1943 lo colse a La Spezia. In seguito aderì alla Repubblica Sociale Italiana e seguì il comandante Junio Valerio Borghese al nord, entrando nella Marina Nazionale Repubblicana. Secondo alcune fonti qui si legò sentimentalmente a Norma Cossetto, poi uccisa dai partigiani. Nei mesi successivi assunse il comando del Gruppo Operativo S.S.B., di base a Punta Castagna, sul lato occidentale del golfo di La Spezia, conducendo un'intensa attività addestrativa anche con l'utilizzo degli S.L.C. rimasti in disponibilità alla X MAS. Nel febbraio 1944 si trasferì per breve tempo a Fiumicino, dove si trovava la "Base X", una base avanzata della X Flottiglia MAS. Il 14 maggio 1944 sposò la signorina Marta Marcella Gentile (1919-2006), e nella notte del 23 novembre 1944 fu uno dei protagonisti del fallito attacco al porto di Livorno (Missione "N. 53/S") condotta con due S.S.B., sotto al supervisione di Arillo imbarcato sul M.T.S.M.A. 501 (Motoscafo Turismo Silurante Modificato Allargato). La missione fu annullata a causa del surriscaldamento dell'asse dell'elica del motoscafo "avvicinatore" M.T.L. 476 (Motoscafo Trasporto Lento) verificatosi dopo 15 miglia di navigazione all'altezza di Viareggio. Un secondo tentativo di attacco a Livorno (Missione "N. 55/S") previsto per la notte del 21 dicembre 1944 fu annullato per su ordine tedesco. Nel gennaio 1945 avrebbe dovuto comandare un terzo tentativo di attacco contro il porto di Livorno , annullato per mancanza di pezzi di rispetto per gli S.S.B., e per problemi organizzativi. Nel corso degli ultimi giorni di guerra, dopo l'emanazione dell'"Allarme generale n.2", raggiunse l'isola di Palmaria in vista di un possibile attacco alle navi Alleate che si apprestavano ad entrare nella rada di La Spezia. Nella notte del 23 aprile lui, e altri quattro militi, raggiunsero Portovenere e poi, dopo la morte di uno di loro, Antonio Toma, si diedero alla macchia per poi consegnarsi come prigionieri di guerra il 25 luglio. Internato nel P.W.E. (Prisoners of War Estate) di Narni fino alla sua liberazione. Negli anni cinquanta del XX secolo lavorò come imprenditore nell'allora nascente settore del "turismo subacqueo", e nella primavera del 1960 avviò un servizio charter nella acque del Mediterraneo, trasportando a bordo della goletta Terror do mundo studiosi, cineoperatori o altri clienti. Nel novembre del 1960, con a bordo due ragazzi, Federico Fontana (16 anni) e Pietro Del Carlo (21 anni), salpò alle 16:30 del giorno 10 da Viareggio per trasferire la goletta via Livorno, a Fiumicino. L'imbarcazione incontrò subito mare cattivo e forte vento di scirocco, ed egli invitò i due ragazzi a rifugiarsi sottocoperta. Dopo aver percorso circa 11 miglia, alle 21:30 i due ragazzi udirono un grido di aiuto, e una volta saliti in coperta si accorsero che al timone dell'imbarcazione non vi era nessuno, e videro Jacobacci in bilico sul trincarino di sinistra, quasi all'altezza del pozzetto. Egli si teneva aggrappato con la mano destra ad una delle scotte, e sembrava apparentemente avere il braccio sinistro inerte lungo la schiena. Sotto "shock" i due giovani non riuscirono a portare aiuto e e dopo un minuto Jacobacci scomparve in mare. La goletta rientrò il più rapidamente possibile a Livorno, arrivandovi verso le 01:30 e fu subito dato l'allarme. Nonostante le ricerche intraprese dalle corvette della Marina Militare Chimera e Gazzella, da due motoscafi d'alto mare della Guardia di Finanza, da rimorchiatori della Società Fratelli Neri e da alcuni elicotteri, durate due giorni, il suo corpo non fu mai ritrovato.

### Annotazioni
1. ↑  Tale ruolo non era mai stato impiegato prima nelle operazioni. La civetta aveva il compito di uscire dal battello trasportatore in immersione, portarsi in superficie ed eseguire una ricognizione visiva sulla verticale del sommergibile per verificare l'effettiva posizione del battello rispetto all'obiettivo finale e la situazione tattica del momento. Inoltre la civetta fungeva da riserva per gli operatori degli SLC che avessero avuto problemi nell'imminenza dell'attacco.

### Fonti
1. ↑  Pinelli 2022, p. 20-36.
2. 1 2 3 4 5  Pinelli 2022, p. 20.
3. 1 2 3  Pinelli 2022, p. 21.
4. 1 2 3 4 5  Pinelli 2022, p. 22.
5. 1 2 3  Pinelli 2022, p. 24.
6. 1 2 3 4  Pinelli 2022, p. 25.
7. 1 2 3  Pinelli 2022, p. 30.
8. 1 2 3  Pinelli 2022, p. 31.
9. 1 2 3 4  Pinelli 2022, p. 33.
10. 1 2  Pinelli 2022, p. 34.
11. 1 2 3 4 5  Pinelli 2022, p. 35.